# 侯峒曾
侯峒曾（1591年—1645年），字豫瞻，號廣成，直隸蘇州府嘉定縣民籍，松江府上海縣紫隄村（今上海市閔行區華漕鎮）人，明末政治人物。清軍破南京後，與黃淳耀等守衛嘉定，城破殉國。

## 生平
吏科給事中侯震暘之子。萬曆三十三年（1605年）與攣生兄弟侯岷曾、弟侯岐曾同取秀才，有“江南三鳳”之譽。十二歲時隨父赴蘇州虎丘鐵花庵讀書，好詩文，工書法。萬曆四十六年（1618年）戊午科應天鄉試第三名舉人，天啟五年（1625年）乙丑科二甲第二十四名進士。授南京兵部武選司主事，崇禎七年（1634年）獲兵部尚書張鳳翼薦為兵部職方司郎中，力辭不就，改南京吏部文選司主事，升吏部稽勳司郎中，出為江西布政使司參議，升廣東按察司副使，未到任，改浙江布政使司右參政、兵備嘉湖，十六年（1643年）升順天府府丞，未到任而北京被李自成軍攻陷，隱居紫隄村。
南明弘光元年（1645年）授左通政，力辭不就。南京失陷後，避居嘉定。同年閏六月十七日，侯峒曾與黃淳耀、張錫眉、龔用圓等在嘉定抗清，母龔氏取出首飾，移交予侯峒曾說：“給吾兒犒軍。”侯峒曾向吳淞總兵吳志葵求援。吳志葵遣游擊蔡祥以七百人來赴，一戰失利，束甲而遁，終無外援，城中矢石俱盡，七月三日起下大雨，城門崩壞，架巨木作支撐，七月四日城門大崩，清軍自城東攻入，侯峒曾退出西門，長歎道：“嘉定亡，余何忍獨存！一死已矣，所痛哉闔城百姓耳！”拜辭家廟後，偕二子侯玄演、侯玄潔投水自盡，侯玄演、侯玄潔一時未死而被擒，遭清軍砍殺而亡。
乾隆四十一年（1776年）追諡忠節。《明史》有傳。

### 引文
1. ↑  《嘉定屠城記略》載：“十九日，淳耀等相與謀曰：今事成騎虎，無主必亂。乃令元演作書急促其父峒曾入城，鄉兵亦列幟往迎。既至，集眾公議，畫地而守：東門，峒曾為主，邑諸生龔孫玹佐之；西門，淳耀為主，其弟邑諸生淵耀佐之；南門，孝廉張錫眉為主，前秀水縣儒學教諭龔用圓佐之；北門，國子生朱長祚為主，鄉袞唐諮禹佐之。”
2. ↑  《嘉定屠城紀略》作“蔡喬”。
3. ↑  《明史·卷277》：侯峒曾，字豫瞻，嘉定縣人。給事中震暘子也。天啟五年成進士，授南京武選司主事，丁父憂。崇禎七年入都。兵部尚書張鳳翼薦為職方郎中，峒曾力辭，乃改南京文選司主事。由稽勳郎中遷江西提學參議。給事中耿始然督賦至，他監司以屬禮見，峒曾獨與抗禮。益王勢方熾，歲試黜兩宗生，王怒，使人誚讓，峒曾不為動。遷廣東副使，不赴。起浙江右參政，兵備嘉湖。漕卒擊傷秀水知縣李向中，峒曾請於撫按，捕戮首惡，部內肅然。吏部尚書鄭三俊舉天下賢能監司五人，峒曾與焉。召為順天府丞，未赴而京師陷。福王時，用為左通政，辭不就。及南京覆，州縣多起兵自保。嘉定士民推峒曾為倡，偕里人黃淳耀、張錫眉、龔用圓、馬元調、唐全昌、夏雲蛟等誓死固守。大清兵來攻，峒曾乞師於吳淞總兵官吳志葵。志葵遣遊擊蔡祥以七百人來赴，一戰失利，束甲遁，外援遂絕，城中矢石俱盡。七月三日大雨，城隅崩，架巨木支之。明日雨益甚，城大崩，大清兵入。峒曾拜家廟，挈二子玄演、玄潔並沈於池。錫眉、用圓、元調、全昌、雲蛟皆死之。

### 書目
- 張廷玉等，《明史》，中華書局點校本
- 《侯氏年譜》
- 《侯峒曾與朝士論復漕書略》
- Jerry Dennerline（鄧爾麟）著，宋華麗譯：《嘉定忠臣——十七世紀中國士大夫之統治與社會變遷》（北京：中國編譯出版社，2012）
- 張乃清著，《上海鄉紳侯峒曾家族》（上海：學林出版社，2015）
- 宋華麗著，《第一等人：一個江南家族的興衰浮沉》（四川：四川文藝出版社，2018）。

## 延伸阅读
[在维基数据编辑]
 《明史卷二百七十七》，出自《明史》
 在维基共享资源阅览影像
| 官衔        | 官衔                           | 官衔                   |
| ----------- | ------------------------------ | ---------------------- |
| 前任： 戴澳 | 明朝順天府府丞 1644年 （未赴） | 繼任： 王登聯 清朝府丞 |